# Llanllwni
Llanllwni est un village et une communauté du Carmarthenshire, au pays de Galles.

## Géographie
Le village de Llanllwni se situe dans le nord du Carmarthenshire, près de la frontière du Ceredigion, une frontière matérialisée par la Teifi. Il est traversé par la route A485 (en) qui relie Carmarthen et Aberystwyth.

## Démographie
Au recensement de 2011, la communauté de Llanllwni comptait 638 habitants.

## Culture locale et patrimoine
L'église anglicane de Llanllwni se trouve à l'extérieur du village et surplombe la Teifi. Sa dédicace est incertaine et pourrait être au saint gallois Llonio ou à l'évangéliste Luc. C'est un bâtiment d'origine médiévale, avec une tour du début du XVIe siècle, qui a été agrandi à la fin du XIXe siècle et restauré au début du XXe siècle. Elle constitue un monument classé de grade II* depuis 1967.